# Alta Sierra, Kalifornija
Alta Sierra je naseljeno područje za statističke svrhe u američkoj saveznoj državi Kalifornija. Prema popisu stanovništva iz 2010. u njemu je živjelo 6,911 stanovnika.